# Samantha Biffot
Samantha Biffot, née à Paris en 1985, est une réalisatrice, productrice et scénariste franco-gabonaise. Elle est connue pour avoir dirigé la série L’œil de la cité, une série télévisuelle qui remporte le prix de meilleure série au Festival panafricain du cinéma et de la télévision de Ouagadougou en 2013 et pour avoir dirigé la version africaine de la série Parents mode d'emploi depuis 2016,. En 2021, elle produit Mami Wata, le mystère d'Iveza pour Canal+ Afrique.

## Biographie
Samantha Biffot née à Paris en 1985. Elle grandit entre Londres, la Corée du Sud et l'Afrique du Sud. Après son bac elle étudie à l'École supérieure de réalisation audiovisuelle de Paris où elle obtient une licence en cinéma en 2007 avant de rentrer au Gabon en 2010. Elle y monte la société de production « Princesse M Production » avec Pierre-Adrien Ceccaldi.  

## Œuvre
L'Œil de la cité de Samantha Biffot se veut une série fantastique avec un objectif de sensibilisation. Chaque épisode a une morale. La morale du premier épisode est centrée sur le phénomène des crimes rituels, le deuxième sur la spoliation des veuves et des orphelins, tandis que le troisième traite de sujets écologistes. La série est produite par l'Institut Gabonais de l'Image et du Son.
Samantha Biffot a également co-écrit et réalisé Parents mode d'emploi Afrique.
En 2010, elle fonde la maison de production audiovisuelle Princesse M Productions au Gabon dont elle est directrice,. En 2011 Samantha Biffot organise le Festival international des courts d'école. Dans le cadre de ce festival, Samantha Biffot organise des ateliers de formation en scénario, en production, en image et en montage. Les participants de chaque atelier ont créé un produit repris par l'atelier suivant dans la chaîne de réalisation d'un court métrage. En 2016, elle est nommée aux Trophées francophones du cinéma dans la catégorie du meilleur long métrage documentaire avec son film L'Africain qui voulait voler. Le sujet de ce documentaire est la vie du maître gabonais de kung-fu Luc Bendza,. Le tournage du documentaire s'est fait sur cinq ans. Le documentaire a remporté le Prix spécial du jury au Festival Escales documentaires de Libreville en 2015. Puis, le prix du meilleur film documentaire au Festival international du cinéma et de l'audiovisuel du Burundi en 2017. La même année, le documentaire est nommé au prix du meilleur documentaire de l'Africa Movie Academy Awards. La série Taxi Sagat sont des sketches filmés en caméra cachée dans un taxi gabonais.

## Distinctions

### Récompenses
- 2013 : Festival panafricain du cinéma et de la télévision de Ouagadougou : prix de la meilleure série télévisée pour L'Œil de la cité
- 2015 : Festival Escales documentaires à Libreville : prix spécial du jury pour L'Africain qui voulait vole
- 2017 : Festival international du cinéma et de l'audiovisuel du Burundi : prix du meilleur film documentaires pour L'Africain qui voulait voler.

## Filmographie
- 2013 : L'Œil de la cité (série TV)
- 2016 : L'Africain qui voulait voler (documentaire)
- 2016 - 2020 : Parents mode d’emploi Afrique (série TV)
- 2016 : Taxi sagat (série TV)
- 2018 : Kongossa telecom (série TV)
- 2021 Mami Wata, le mystère d'Iveza ( TV Séries )